# Celebrate Recovery
Celebrate Recovery es una organización internacional cristiana humanitaria evangélica sin fines de lucro que ayuda a las personas a salir de las adicciones de todo tipo. Su sede se encuentra en Lake Forest (California), Estados Unidos.

## Historia
La organización fue fundada en 1991 por John Baker, un exmiembro curado del personal de Saddleback Church con el apoyo del pastor Rick Warren. Un programa de 12 pasos se inspiró en el programa de Alcohólicos Anónimos, con referencias de la Biblia sobre el arrepentimiento y el compromiso, que se discute en las capacitaciones de la iglesia. En 2004, el programa fue aprobado por el Departamento de Correccionales de California y entró en las cárceles. En 2022, la organización estuvo presente en 10 países de todo el mundo.

## Programas
La organización ofrece programas de rehabilitación para ayudar a las personas a superar adicciones de todo tipo (alcoholismo, drogas, etc.) con reuniones en iglesias y mentoría.